# Martín Muñoz de las Posadas (kommun)
Martín Muñoz de las Posadas är en kommun i Spanien.   Den ligger i provinsen Provincia de Segovia och regionen Kastilien och Leon, i den centrala delen av landet, 100 km nordväst om huvudstaden Madrid. Antalet invånare är 377.